# 東経103度線
東経103度線（とうけい103どせん）は、本初子午線面から東へ103度の角度を成す経線である。北極点から北極海、アジア、インド洋、南極海、南極大陸を通過して南極点までを結ぶ。東経103度線は西経77度線と共に大円を形成する。

## 通過する国・地点
東経103度線は、北極点から南極点まで南に向かって以下の場所を通っている。
| 地理座標                                               | 国土・領土・領海 | 備考                                                                      |
| ------------------------------------------------------ | ---------------- | ------------------------------------------------------------------------- |
| 北緯90度0分 東経103度0分 / 北緯90.000度 東経103.000度  | 北極海           |                                                                           |
| 北緯80度18分 東経103度0分 / 北緯80.300度 東経103.000度 | ラプテフ海       |                                                                           |
| 北緯79度19分 東経103度0分 / 北緯79.317度 東経103.000度 | ロシア           | ボリシェヴィク島（セヴェルナヤ・ゼムリャ諸島）                            |
| 北緯78度11分 東経103度0分 / 北緯78.183度 東経103.000度 | カラ海           |                                                                           |
| 北緯77度33分 東経103度0分 / 北緯77.550度 東経103.000度 | ロシア           |                                                                           |
| 北緯50度18分 東経103度0分 / 北緯50.300度 東経103.000度 | モンゴル         |                                                                           |
| 北緯42度1分 東経103度0分 / 北緯42.017度 東経103.000度  | 中華人民共和国   | 内モンゴル自治区 甘粛省 青海省 - 約7km 甘粛省 四川省 雲南省 四川省 雲南省 |
| 北緯22度28分 東経103度0分 / 北緯22.467度 東経103.000度 | ベトナム         |                                                                           |
| 北緯21度4分 東経103度0分 / 北緯21.067度 東経103.000度  | ラオス           |                                                                           |
| 北緯17度59分 東経103度0分 / 北緯17.983度 東経103.000度 | タイ             |                                                                           |
| 北緯14度13分 東経103度0分 / 北緯14.217度 東経103.000度 | カンボジア       | 本土及びコーコン島（英語版）                                              |
| 北緯11度15分 東経103度0分 / 北緯11.250度 東経103.000度 | タイランド湾     |                                                                           |
| 北緯6度58分 東経103度0分 / 北緯6.967度 東経103.000度   | 南シナ海         |                                                                           |
| 北緯5度48分 東経103度0分 / 北緯5.800度 東経103.000度   | マレーシア       | ルダン島                                                                  |
| 北緯5度45分 東経103度0分 / 北緯5.750度 東経103.000度   | タイランド湾     |                                                                           |
| 北緯5度30分 東経103度0分 / 北緯5.500度 東経103.000度   | マレーシア       |                                                                           |
| 北緯1度45分 東経103度0分 / 北緯1.750度 東経103.000度   | マラッカ海峡     |                                                                           |
| 北緯1度4分 東経103度0分 / 北緯1.067度 東経103.000度    | インドネシア     | ランサン島（英語版）、テビン・ティンギ島（英語版）及びスマトラ島          |
| 南緯4度31分 東経103度0分 / 南緯4.517度 東経103.000度   | インド洋         |                                                                           |
| 南緯60度0分 東経103度0分 / 南緯60.000度 東経103.000度  | 南極海           |                                                                           |
| 南緯65度9分 東経103度0分 / 南緯65.150度 東経103.000度  | 南極大陸         | オーストラリア南極領土 - オーストラリアが領有権主張                       |